# Tabellenkalkulation

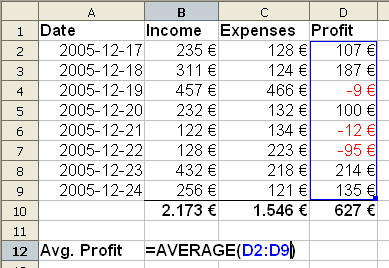
Einfache Tabellenkalkulation mit OpenOffice.org

Eine Tabellenkalkulation ist eine Software für die interaktive Eingabe und Verarbeitung von numerischen und alphanumerischen Daten in Form einer Tabelle. Vielfach erlaubt sie zusätzlich die grafische Darstellung der Ergebnisse in verschiedenen Anzeigeformen.
Das Bildschirmfenster der Software ist dabei in Zeilen und Spalten eingeteilt. Je nach Programm bzw. Bedienungskonzept heißt dieser Bereich zum Beispiel Arbeitsblatt, Worksheet oder Spreadsheet. Jede Zelle der Tabelle kann eine Konstante (Zahl, Text, Datum, Uhrzeit …) oder eine Formel enthalten. Für die Formeln stehen meist zahlreiche Bibliotheksfunktionen zur Verfügung. Die Formeln können Werte aus anderen Zellen benutzen.
Bei Änderung der referenzierten Zellen einer Formel aktualisiert die Software den erst angezeigten Wert der Formelzelle normalerweise automatisch, ggf. aber auch nur auf Anforderung. Werden Formeln eines Tabellenfeldes an andere Stellen kopiert, muss zwischen absolutem und relativem Zellbezug unterschieden werden. Formelzellen können auf andere Formelzellen verweisen. Mit diesem Prinzip können komplizierte Rechengänge mit vielen verknüpften Teil-Ergebnissen übersichtlich dargestellt werden.

## Geschichte

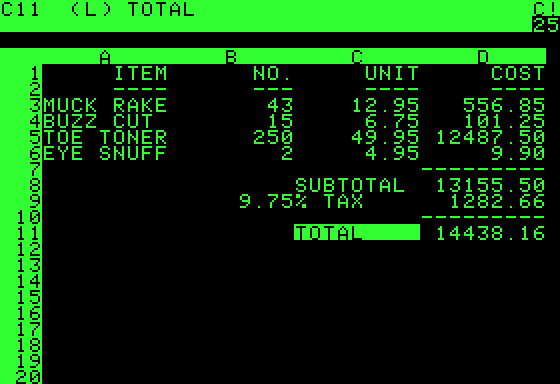
Visicalc, das erste Tabellenkalkulationsprogramm, auf einem Apple II

Die erste Software zur Tabellenkalkulation wurde 1979 unter dem Namen Visicalc von Dan Bricklin für den Apple II erstellt. VisiCalc war das erste kommerziell verwendbare Computerprogramm, dessen Bedienung keine Programmiersprache erforderte. Dies machte aus dem Apple, der bis dahin eher von Bastlern und zum Hobby verwendet wurde, einen Computer für Geschäftsanwendungen. VisiCalc wurde vielen anderen Computermodellen angepasst, u. a. Apple III, TRS-80 model 3, TRS-80 model 2, Commodore PET CBM-80, HP 125, Atari 800 und 1981 IBM PC. VisiCalc wurde 1983 von der Firma Lotus unter Mitch Kapor für den PC weiterentwickelt zu Lotus 1-2-3. Das erste Programm, das dreidimensionale Tabellenkalkulation mit Seiten, Zeilen und Spalten ermöglichte, war Boeing Calc, entwickelt von der Computerabteilung des Flugzeugherstellers Boeing.
Von Borland stammt das 1987 entwickelte Quattro Pro, das 1994 an Novell und später weiter an Corel verkauft wurde. Von Microsoft stammen die Tabellenkalkulationsprogramme Multiplan (für CP/M und MS-DOS) und Excel (für Mac 1985/Windows 1987). Im GNU-Projekt wird unter Gnome das Programm Gnumeric entwickelt. Auch das Office-Paket OpenOffice.org enthält eine Tabellenkalkulation: Calc; ebenso KOffice von KDE KSpread.
Ende der 1980er-Jahre versuchte Lotus mit Improv neue Standards für Tabellenkalkulationen zu setzen. Anstatt wie bisher Zahlen, Ansichten der Daten – etwa in Diagramm- oder Tabellenform – und Formeln in einem einzelnen Tabellenblatt zu sammeln, sollten diese Konzepte getrennt bearbeitet werden. Die Tabellen enthielten nur mehr die reinen Rohdaten, Datenreihen konnte ein Bezeichner gegeben werden (etwa „Anzahl“ oder „Stückpreis“). Formeln wurden in einem eigenen Programmbereich eingegeben, wobei auf die Daten nicht per Zeilen- und Spaltennummer verwiesen wurde, sondern anhand der Bezeichner („Summe = Anzahl * Stückpreis“). Daneben erlaubte es Improv auch, gleichartige Datensätze in Gruppen zusammenzufassen (etwa Monatsumsätze in die Gruppen „2007“ und „2008“). Obwohl sich Improv zunächst zur Killerapplikation auf NeXT-Systemen entwickelte, konnte es sich auf anderen Systemen nicht durchsetzen. Viele Konzepte von Improv sind heute in modernen Tabellenprogrammen zu finden (etwa die Datengruppierung, die mit Pivot-Tabellen umgesetzt wird).

## Webbasierte Tabellenkalkulation
Die Entwicklung von Technologien wie Ajax und XUL führte zur Entstehung von  Tabellenkalkulationsprogrammen, die ohne gesonderte Installation in einem Webbrowser lauffähig sind. Dabei werden die Tabellen nicht mehr wie bislang üblich lokal gespeichert, sondern auf dem Server. Dadurch können Arbeitsgruppen gemeinsam Online-Dokumente bearbeiten, wobei die einzelnen Nutzer räumlich voneinander entfernt sein können.

## Anwendungen
Die Funktionalität einer Tabellenkalkulation kann durch die Verwendung von Makros in BASIC und weiteren Funktionen zum externen Datenzugriff stark erweitert werden.

### Büroanwendungen
Mit Hilfe von Tabellenkalkulationen lassen sich Rechenanwendungen (etwa Lohntabellen, Buchhaltungsdaten, statistische Einzelwerte) übersichtlich auflisten, bearbeiten, präsentieren, abspeichern und wieder laden, ohne dass (wie in den Anfangszeiten der Computer) Datentabellen mithilfe einer Programmiersprache oder ablaufenden Programms bearbeitet werden müssen.
Eine typische Anwendung von Tabellenkalkulationen ist die Berechnung finanzieller Modelle und die Durchführung von Planspielen. Dabei zeigt die Software die Auswirkungen von Änderungen einzelner Parameter sofort an.
Heute werden im Büro Tabellenkalkulationsblätter aber oft auch als einfacher Ersatz für echte Datenbanktabellen eingesetzt. Die Blätter enthalten dann gar keine Formeln, oder die Berechnungen beschränken sich auf einfache Summenbildungen über Spalten oder Zeilen.

### Wissenschaftliche Anwendungen

Kalkulationsblatt für die Lösung und Linearisierung eines Polynoms

Bei der Lösung anspruchsvoller mathematischer Aufgaben kann die Tabellenkalkulation wertvolle Hilfe leisten und mitunter entscheidend zur Lösung beitragen. Hilfreich ist, dass aus berechneten Tabellen sehr einfach Grafiken erstellt werden können, die sofort jede Änderung der gewählten Zellen zeigen. In der Regel benutzt man für solche Probleme aber eher ein Computeralgebrasystem.

## Übersicht von Software-Lösungen
Die folgende Tabelle zeigt eine Auswahl von wichtigen aktuellen und ehemaligen Software-Lösungen für Tabellenkalkulation.
| Name                   | Entwickler                              | Betriebssysteme | Programmiersprachen | Erscheinungsjahr | Lizenzen                                           |
| ---------------------- | --------------------------------------- | --- | ------------------- | ---------------- | -------------------------------------------------- |
| Collabora Online       | Collabora                               | Windows, macOS, Linux, Android, ChromeOS, iOS, iPadOS                                                                    | C++, JavaScript     | 2016             | Mozilla Public License                             |
| Gnumeric               | Miguel de Icaza, Gnome-Project          | GNU/Linux und andere unixoide Systeme, Berkeley Software Distribution, Android und Windows (Windows nicht mehr gepflegt) | C                   | 2001             | GNU General Public License                         |
| Google Sheets          | Google                                  | Google Chrome, Android, iOS, Webanwendung                                                                                | JavaScript, Java    | 2006             | Freeware                                           |
| LibreOffice Calc       | The Document Foundation                 | Linux, Windows, macOS, Berkeley Software Distribution, Android, iOS, Haiku                                               | C++, Java           | 2011             | Mozilla Public License, GNU General Public License |
| Lotus 1-2-3            | Lotus Software                          | Apple Macintosh, IBM OS/2, DOS, Windows                                                                                  | Assemblersprache    | 1983             | Proprietär                                         |
| Lotus Improv           | Lotus Software                          | NeXTstep, Windows | C++, Objective-C    | 1991             | Proprietär                                         |
| IBM Lotus Symphony     | IBM                                     | Windows, Linux, macOS | C++                 | 2007             | Freeware                                           |
| Microsoft Excel        | Microsoft                               | Windows, macOS, Windows Phone, iOS, Android                                                                              |                     | 1985             | Proprietär                                         |
| Numbers                | Apple                                   | macOS, iOS, iPadOS |                     | 2007             | Proprietär                                         |
| Apache OpenOffice Calc | Apache Software Foundation              | Windows, macOS, GNU/Linux, Solaris, FreeBSD und andere Unix-Varianten, über Drittanbieter eComStation und Android        | C++, Java           | 2002             | Apache-Lizenz                                      |
| Borland Quattro Pro    | Borland                                 | DOS, Windows | Assemblersprache    | 1988             | Proprietär                                         |
| Sourcetable            | Sourcetable Inc.                        | Webanwendung, ChromeOS                                                                                                   | JavaScript          | 2024             | Proprietär                                         |
| StarOffice             | Star Division, Sun Microsystems, Oracle | Windows, Linux, Solaris, macOS                                                                                           | C++                 | 1998             | Proprietär                                         |
| Supercalc              | CA Technologies                         | CP/M, DOS, Apple DOS, OpenVMS, Windows                                                                                   |                     | 1980             | Proprietär                                         |
| Visicalc               | Visicorp                                | Apple DOS/SOS, Atari-Heimcomputer, Commodore PET, TRS-80, CP/M, MS-DOS und PC DOS                                        | Assemblersprache    | 1979             | Proprietär                                         |

Der Name ehemaliger Software ist kursiv dargestellt.